# Addison (nome)
Addison  è un nome proprio di persona inglese maschile e femminile.

## Varianti
- Femminile: Addyson[1][4]
  - Ipocoristici: Addie[1], Addy[1]

## Origine e diffusione
Il nome deriva da un cognome di origine anglosassone che significa "figlio di Adamo".
Come prenome, si diffuse dapprima come prenome maschile, ma ottenne in seguito una certa popolarità soprattutto come nome femminile.
A metà degli anni novanta, il prenome non era ancora particolarmente diffuso: negli Stati Uniti stazionava intorno al 1000º posto tra i prenomi femminili. Come prenome femminile, crebbe tuttavia di popolarità agli inizi del XXI secolo, tanto che nel 2006 Addison stazionava nella Top 50 dei prenomi femminili più diffusi negli Stati Uniti.

## Onomastico
Il nome è adespota, non essendo portato da alcun santo. L'onomastico si può festeggiare il 1º novembre, giorno in cui cade la festa di Ognissanti.

## Persone

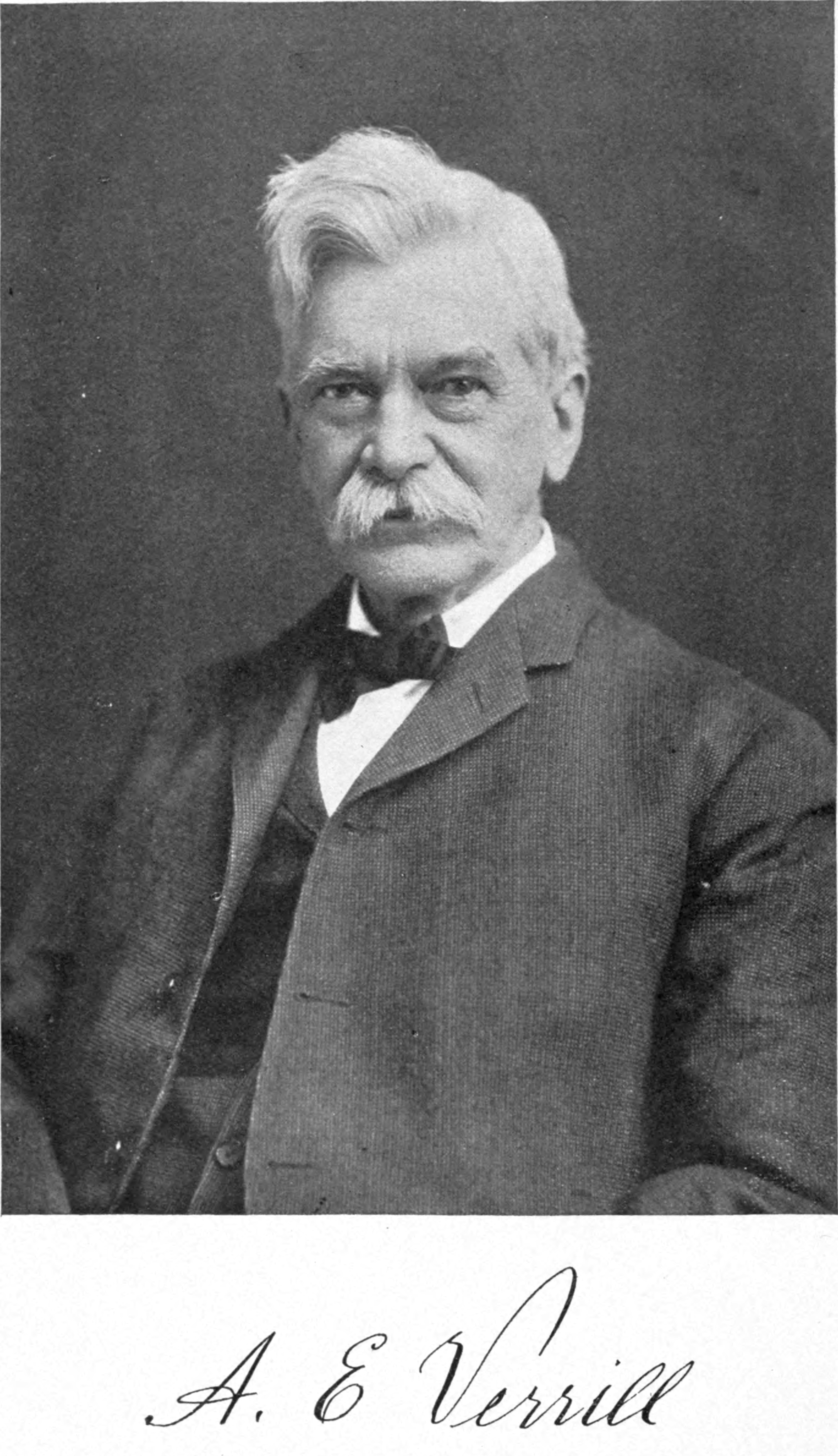
Addison Emery Verrill

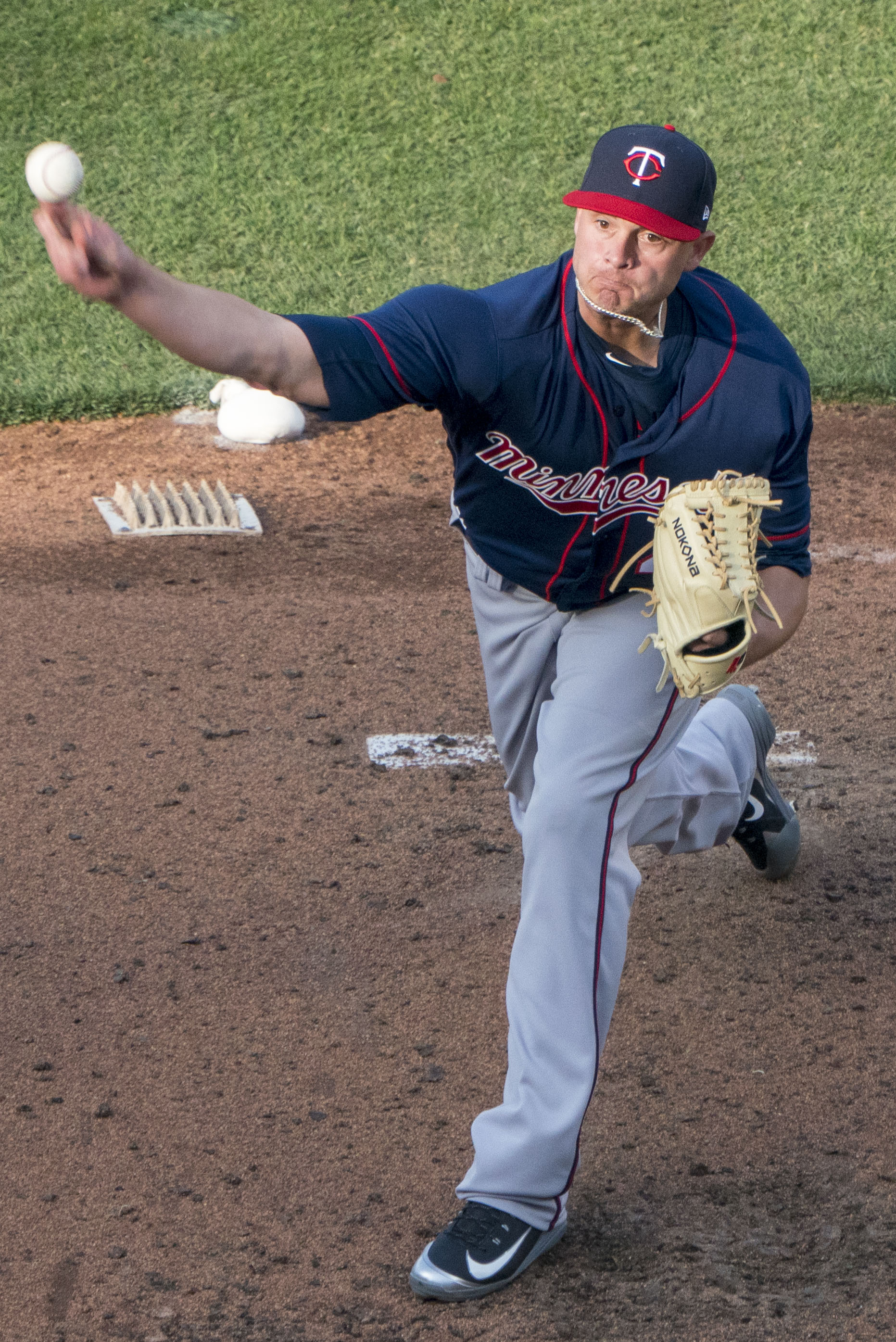
Addison Reed

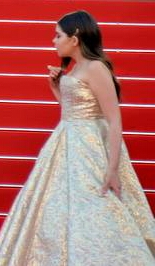
Addison Riecke

### Maschile
- Addison Brown, avvocato, magistrato e botanico statunitense
- Addison "Junior" Collins, musicista statunitense
- Addison Farmer, musicista statunitense
- Addison Mitchell "Mitch" McConnell Jr., politico statunitense
- Addison Powell, attore statunitense
- Addison Reed, giocatore di baseball statunitense
- Addison Richards, attore statunitense
- Addison Russell, giocatore di baseball statunitense
- Addison Emery Verrill, zoologo statunitense
- Addison Morton Walker, noto come Mort Walker, fumettista statunitense
- Addison Graves Wilson Sr., noto come Joe Wilson, politico statunitense

### Femminile
- Addison Riecke, attrice, cantante e modella statunitense
- Addison Timlin, attrice e cantante statunitense

## Il nome nelle arti
- Addison Montgomery è un personaggio della serie televisiva Grey's Anatomy e del suo spin-off Private Practice, interpretato dall'attrice Kate Walsh[5][6]